# Кућа породице Раичевић
Кућа породице Раичевић у Дружетићима, насељеном месту на територији општине Горњи Милановац представља непокретно културно добро као споменик културе.
Кућу је за своју породицу подигао 1861. године Арсеније Раичевић, тадашњи посланик у Народној скупштини Кнежевине Србије. Кућа је богато грађена и раскошно декорисана јер је власник желео да се разликује од осталих сеоских кућа. Саграђена је на неравном терену, са подрумом и темељима од камена, док су зидови од опеке. Кров на четири воде покривен је ћерамидом и над њим се издиже масивно зидани димњак. Декорацијом се нарочито издваја лук подрумских врата, на којем су изведени орнаменти птице и грозда и розета са хришћанским иницијалима.